# Ільченко Олександр Єлисейович
Олекса́ндр Єлисе́йович І́льченко (4 червня 1909, Харків — 16 вересня 1994, Київ) — український письменник, сценарист. Член Спілок письменників України та СРСР.

## Життєпис
Народився 4 червня 1909 року в місті Харкові в сім'ї залізничника.
В 1928–1931 роках навчався на літературно-лінгвістичному факультеті Харківського інституту народної освіти.
У 1937 році його батька, Єлисея Матвійовича, за доносом репресували, звинувативши у причетності до «організації українських буржуазних націоналістів». Він помер від голоду та обморожень в таборі на Тайшеті.
Під час нацистсько-радянської війни був спеціальним кореспондентом газети «Известия». Нагороджений медалями.

Могила Олександра Ільченка

Помер у 85-річному віці 16 вересня 1994 р. у Києві. Похований разом з дружиною на Байковому кладовищі (ділянка № 49а, 50°24′59.70″ пн. ш. 30°30′6.50″ сх. д. / 50.4165833° пн. ш. 30.5018056° сх. д.).

### Родина
Батько трьох доньок, зокрема кіноредакторки та сценаристки Наталі Ільченко. Двоюрідний брат актора Данила Ільченка.

## Творчість
Друкувався з 1929 року. Був членом Спілки письменників України.
Автор химерного роману з народних вуст «Козацькому роду нема переводу, або ж Мамай і Чужа Молодиця», повісті «Петербурзька осінь», п'єси «Завтра вранці» тощо, сценаріїв художнього фільму «Роман і Франческа» (1961) та документальної стрічки «Шахтарі Донбасу» (1950).
Роман «Козацькому роду нема переводу, або ж Мамай і Чужа Молодиця» з 1958 по 1985 рік виходив чотири рази, а до 75-ліття автора він побачив світ у російському перекладі в Москві, з ілюстраціями Юрія Логвина.
У доробку О. Ільченка також повісті «Італійське каприччо», «Звичайний хлопець», «Солом'яна рукавичка», кіносценарії, п'єси, оповідання.
Працюючи в журналі «Україна» (1943 року в Москві, а потім у Києві), активно виступав з нарисами і публіцистичними статтями.

## Вшанування пам'яті
У 2017 році, у Києві, на фасаді будинку № 73 по вулиці Володимирській, де з 1972 року до кінця життя жив Олександр Ільченко, встановлена меморіальна дошка на вшанування його пам'яті.